# Capitulum humeri

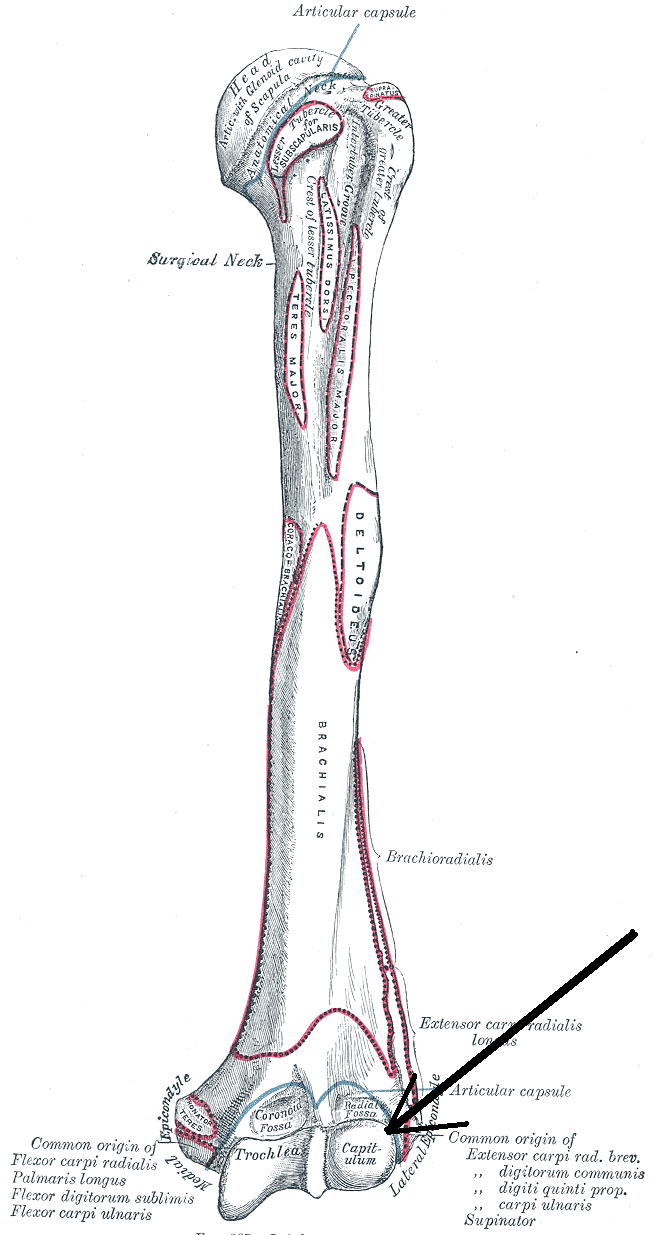
A felkarcsont (a nyíl mutatja az ízesülési pontot)

A capitulum humeri a felkarcsont (humerus) alsó végének a külső felszínén található. Sima és kerekded. Az orsócsontnak (radius) biztosít ízesülési helyet. Így tehát a capitulum humeri a könyökízület része, jelesül a könyök felkarcsonti oldalának külső (laterális) oldali ízfeje. Törései, mivel ízfelszini törések, mindig műtéti feltárást, helyretételt (repozíció), és belső rögzítést igényelnek.